# Schenkeliella spinosa
Schenkeliella spinosa är en spindelart som först beskrevs av O. Pickard-Cambridge 1870.  Schenkeliella spinosa ingår i släktet Schenkeliella och familjen käkspindlar.
Artens utbredningsområde är Sri Lanka. Inga underarter finns listade i Catalogue of Life.